# سیارک ۹۰۵۳
سیارک ۹۰۵۳ (به انگلیسی: 9053 Hamamelis، نامگذاری:1991VW5) نه هزار و پنجاه و سومین سیارک کشف شده‌است که در ۲ نوامبر ۱۹۹۱ کشف شد.
قدر مطلق سیارک برابر ۱۳٫۸۰ است.